# Li Na (cyclisme)
Dans ce nom chinois, le nom de famille, Li, précède le nom personnel.
Pour les articles homonymes, voir Li Na.
Li Na, née le 9 décembre 1982 est une coureuse cycliste chinoise, spécialiste de la piste.

## Palmarès

### Championnats du monde
- Copenhague 2002
  -  Championne du monde du keirin

### Jeux asiatiques
- 2002 
  -  Médaillée d'or du keirin

### Championnats d'Asie
- Kuala Lumpur 2006
  -  Médaillée d'argent du keirin
  -  Médaillée d'argent de la vitesse